# Eremomela gregalis
Eremomela-do-karoo ou eremomela-do-carru (Eremomela gregalis) é uma espécie de ave da família Cisticolidae.
Pode ser encontrada nos seguintes países: Namíbia e África do Sul.
Os seus habitats naturais são: matagal árido tropical ou subtropical.